# La Murette
La Murette is een gemeente in het Franse departement Isère (regio Auvergne-Rhône-Alpes). De plaats maakt deel uit van het arrondissement Grenoble. La Murette telde op 1 januari 2022 1.838 inwoners. 

## Geografie
De oppervlakte van La Murette bedroeg op 1 januari 2022 4,22 vierkante kilometer; de bevolkingsdichtheid was toen 435,5 inwoners per km².

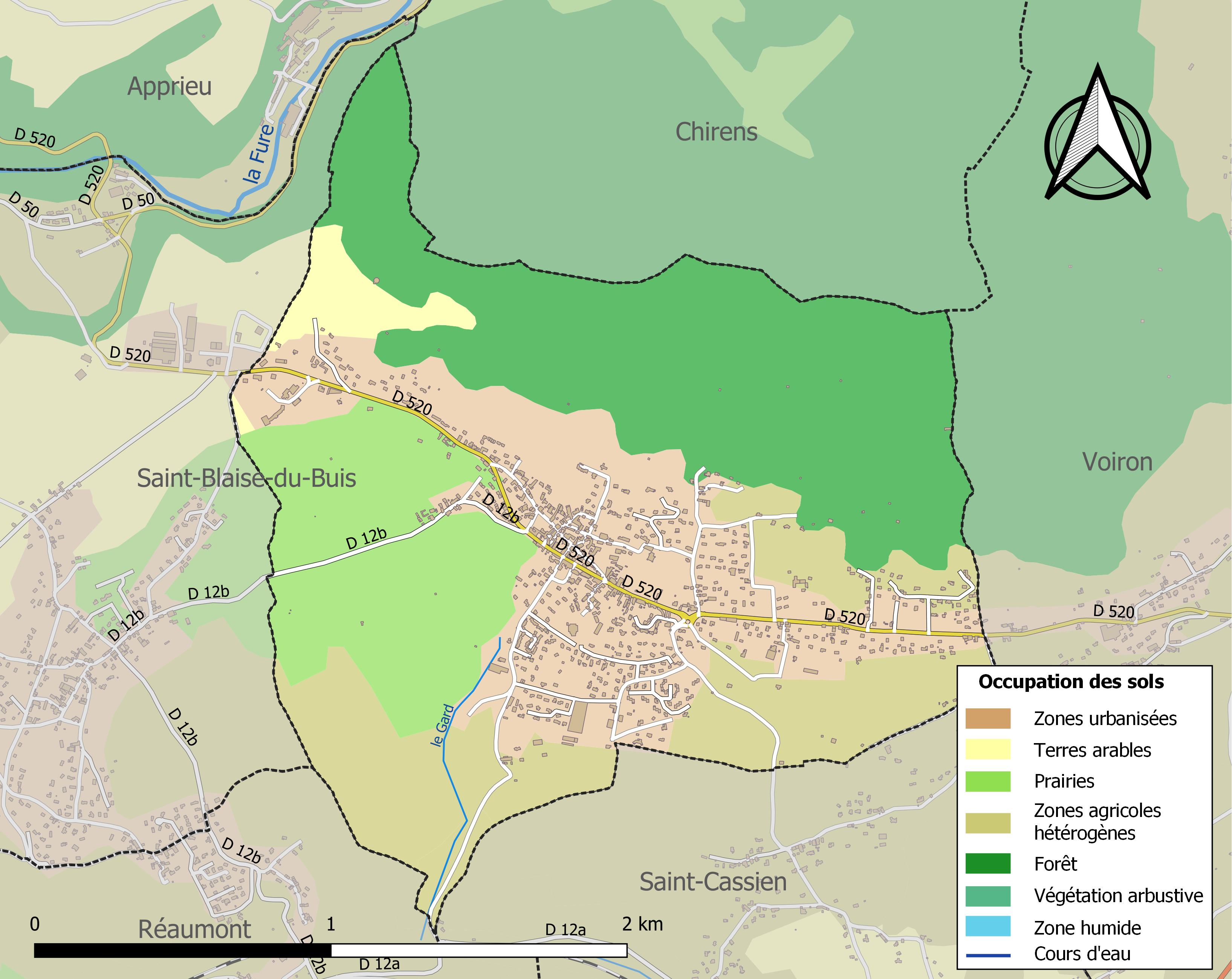
Kaart van de gemeente met de belangrijkste infrastructuur, bodemgebruik en omliggende gemeenten

## Demografie
Onderstaande figuur toont het verloop van het inwonertal (bron: INSEE-tellingen).